# امامزاده اسماعیل (قزوین)
اسماعیل ابن امام جعفر صادق(اسماعیل پسر جعفرصادق) پسر آن امام؛ که مقبره آن در شهر قزوین واقع شده‌است.
بنای ساخته بر روی آرامگاه وی در ۲ طبقه و دربرگیرنده فضای اصلی حرم چهار ایوان متصل در طرفین آن و فضای جنبی ایوان‌ها است.
مدفن اصلی امامزاده در سراب بنا قرار دارد. این بنا دارای گنبدی است که از بیرون کاشیکاری شده و از داخل دارای تزیینات کاشیکاری، کاربندی و گچبری است.

## ثبت ملی
بقعه این امامزاده در سال ۱۳۷۶ با شماره ۱۹۱۴ در فهرست آثار ملی کشور ثبت شده‌است.